# Joan Torrens i Dagès
Joan Torrens i Dagès fou un sindicalista català. Fou president del CADCI del 1919 al 1921 i per la seva activitat sindical en la secció d'organització i treball fou empresonat durant la vaga de la Canadenca de 1919.